# Obergrub (Herrschaft)
Die Herrschaft Obergrub war eine Grundherrschaft im Viertel unter dem Manhartsberg im Erzherzogtum Österreich unter der Enns, dem heutigen Niederösterreich.

## Ausdehnung
Die Herrschaft umfasste zuletzt die Ortsobrigkeit über Obergrub und Untergrub. Der Sitz der Verwaltung befand sich in Obergrub. 

## Geschichte
Letzte Inhaberin der Allodialherrschaft war Therese von Striebel, geborene Gräfin von Gatterburg, die die Herrschaft infolge der Reformen 1848/1849 auflöste.